# Nachal Komem
Nachal Komem (hebrejsky: נחל קומם) je vádí v jižním Izraeli.
Začíná v regionu Šefela v pobřežní planině, západně od vesnice Gat a severně od města Kirjat Gat. Směřuje pak k severozápadu rovinatou, zemědělsky využívanou krajinou okolo vesnic Zavdi'el a Aluma. U obce Komemijut ústí zprava do toku Lachiš.